# Хексоген
Хексогенът (CH2-N-NO2)3 е едно от най-мощните бризантни (вторични) взривни вещества. Представлява бяло кристалообразно вещество. Открит е през 1898 г. от германския химик и инженер Ленце, сътрудник на пруското военно ведомство.

## Характеристики
- Молекулярна маса – 222,13
- Плътност – 1,77 – 1,82 g/cm3
- Температура на топене – започва при 170 °C и при 204,1 °C се разлага
- Лошо се пресова, затова бива флегматизиран в ацетон
- Мирис и вкус – няма
- Слабо отровен
- Не е хигроскопичен
- Разтворимост – лошо разтворим в спирт, вода, етер, добре в ацетон.
- Чувствителност към триене и нагряване – малка.
- Устойчивост – при стайна температура добра, заема средно място между тротила и ТЕН-а (пентаеритриттетранитрат)
- При запалване гори с ярък пламък
- Критична маса за детонация – 0,05 g с ХМТД (хексаметилентрипероксиддиамин)
- Скорост на детонация – 8360 – 8400 m/s
- Налягане на фронта на ударната вълна – 33,8 GPa
- Фугасност – 470 ml
- Обем на газообразните продукти на взрива – 908 l/kg
- Температура на избухване – 230 °C
- Топлина на взрива – 1370 kcal/kg
- Топлина на изгаряне – 2307 kcal/kg.[3]

## Приложение
Използва се за заряд на снаряди малък калибър, кумулативни заряди, детонатори, основа за пластични експлозиви. Употребява се много често в механична смес с тротил, (не встъпват помежду си в химична реакция), който увеличава стабилността му. За флегматизатори в боеприпасите могат да се използват восък, парафин. Широко известният пластичен експлозив С-4 се състои от 91% хексоген, 2,25% полиизобутен, 5,31% диоктилсебацинат и 1,44% течна смазка.